# Tomasz Sokołowski (ur. 1970)
Tomasz Sokołowski I (ur. 21 września 1970 w Gdyni) – polski piłkarz występujący na pozycji pomocnika.

## Życiorys
Karierę rozpoczynał w MOSiR Pruszcz Gdański (jesień 1990) zaraz po maturze. W MOSiR Pruszcz Gdański grał w piłkę od 1980 roku jako młodzik. Następnie grał w Łynie Sępopol (1991). W 1992 roku został zawodnikiem Stomilu Olsztyn, z którym wywalczył awans do Ekstraklasy w 1994 roku. Podczas gry w Olsztynie rozegrał 47 ligowych spotkań i zdobył 10 goli.
Na początku 1996 roku został zawodnikiem Legii Warszawa. W barwach Legii debiutował w meczu ćwierćfinałowym Ligi Mistrzów Legia – Panathinaikos AO 8 marca 1996 r. W stołecznej drużynie grał do 2005 roku (z przerwą na chwilowy pobyt w Maccabi Netanja). Z Legią wywalczył mistrzostwo Polski 2002, Puchar Polski 1997 oraz Superpuchar 1997. W Legii rozegrał 291 spotkań i strzelił 42 gole.
Sokołowski wyróżniał się spośród wszystkich polskich piłkarzy znakomitym wyszkoleniem technicznym, a także bramkami strzelanymi z dużej odległości zdobywanymi zarówno w lidze, jak i europejskich pucharach. Znany jest też ze swojej uniwersalności, gdyż mógł grać na obu stronach pomocy, a także jako rozgrywający.
Latem 2005 roku został zawodnikiem Górnika Łęczna. W ekstraklasie w sezonie 2005/2006 w tej drużynie rozegrał 22 spotkania. W przerwie letniej przed sezonem 2006/2007 został zawodnikiem II-ligowego Ruchu Chorzów. U Niebieskich grał do końca 2007 roku z którymi awansował do 1 ligi. Wiosną 2008 przeszedł do Jagiellonii Białystok. Po zakończeniu sezonu piłkarz ogłosił koniec piłkarskiej kariery.
Tomasz Sokołowski posiada licencję trenerską II klasy w Polsce i licencję UEFA klasy A.
Pracował jako trener w Akademii Piłkarskiej KP Legia, prowadził drużynę rocznika 1996.
Od grudnia 2015 do maja 2016 prowadził III ligową drużynę grupy: podlasko-warmińsko-mazurskiej: Sokół Ostróda
19 września 2016, został ogłoszony nowym trenerem grającego w lidze okręgowej Mazowsza Grójec.
W reprezentacji Polski, Sokołowski rozegrał 12 meczów i strzelił 1 gola.

## Życie prywatne
Ma córkę, Darię Sokołowską (ur. 20.04.2003), która również jest piłkarką nożną.